# Sunshine (musikalbum)
Sunshine är ett studioalbum av den brittiska musikgruppen S Club 7. Det gavs ut den 26 juli 2001 och innehåller 13 låtar.

## Låtlista
| Nr  | Titel                       | Längd |
| --- | --------------------------- | ----- |
| 1.  | Don't Stop Movin'           | 3:55  |
| 2.  | Show Me Your Colours        | 3:05  |
| 3.  | You                         | 3:27  |
| 4.  | Have You Ever               | 3:21  |
| 5.  | Good Times                  | 3:33  |
| 6.  | Boy Like You                | 3:05  |
| 7.  | Sunshine                    | 3:54  |
| 8.  | Dance Dance Dance           | 3:47  |
| 9.  | It's Alright                | 3:30  |
| 10. | Stronger                    | 3:12  |
| 11. | Summertime Feeling          | 3:16  |
| 12. | I Will Find You             | 3:48  |
| 13. | Never Had a Dream Come True | 4:00  |

## Listplaceringar
| Lista       | Topplacering |
| ----------- | ------------ |
| Frankrike   | 112          |
| Nya Zeeland | 13           |
| Schweiz     | 57           |
| Sverige     | 38           |